# サドルバッグ
サドルバッグ（英: saddlebag）は、鞍やサドルに装着される鞄である。シートバッグ（英: seat bag）ともよばれる。馬具として発達し、自転車やオートバイでも用いられるようになった。　

## 馬具
馬具としてのサドルバッグは、鞍の前や後ろに置かれ、鞍を馬体に固定する腹帯や鞍自体に紐などで固定される。材質は多様であり、皮革製のものは伝統的ではあるものの、近代的な材質のものと比して重く、手入れをより必要とする。サドルバッグは、鞍の前方に置かれるポメルバッグ (pommel bag)、鞍の後方に置かれるサドルバッグ、騎乗しない状態で鞍の上から左右に振り分けるパニエ (panniers) の3種類に分けられる。

## 自転車
自転車の場合、主にロードバイク・マウンテンバイク (MTB) などのスポーツ自転車に用いられ、サドル後部に付けるバッグを指す。通常、修理用具（予備チューブ、パンク修理キット、工具など）や、ファーストエイドキットなどを収納する。
容量は様々で、小さいものはウェッジ（意味：くさび、seat bags, wedge packs, seat packs）。サドルバッグは、比較的大きいものも含めで、一般的な呼称で使用される。
リカンベント自転車は大きな座席を擁するため、専用の荷物入れが装着できる。

## オートバイ
オートバイに用いられるサドルバッグは、サドルに相当するオートバイ用シートの後ろ側、車体の後部にフレームと後輪を挟み込むように左右にたらして取り付けられる。そのためサイドバッグと呼ばれる場合もある。構造的に上側のみで固定されており、後輪および駆動系のチェーンなどへの巻き込みを防止するため、サドルバッグ用の補助フレームと併用されるのが一般的である。「バッグ」の名称が示すとおり素材は布製・革製の袋状のものであり、同様の構造と機能でも樹脂性素材などの箱型のものは「パニアケース」として区別される。
オートバイ用サドルバックの発明については、1961年4月11日にジョージア州アトランタのルース・グリーブス (Ruth K. Greaves) によって「アメリカ合衆国特許第 2,979,098号」が取得されている。

## ギャラリー

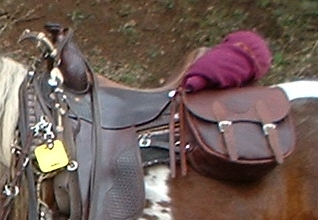
ウエスタン乗馬のサドルバッグ
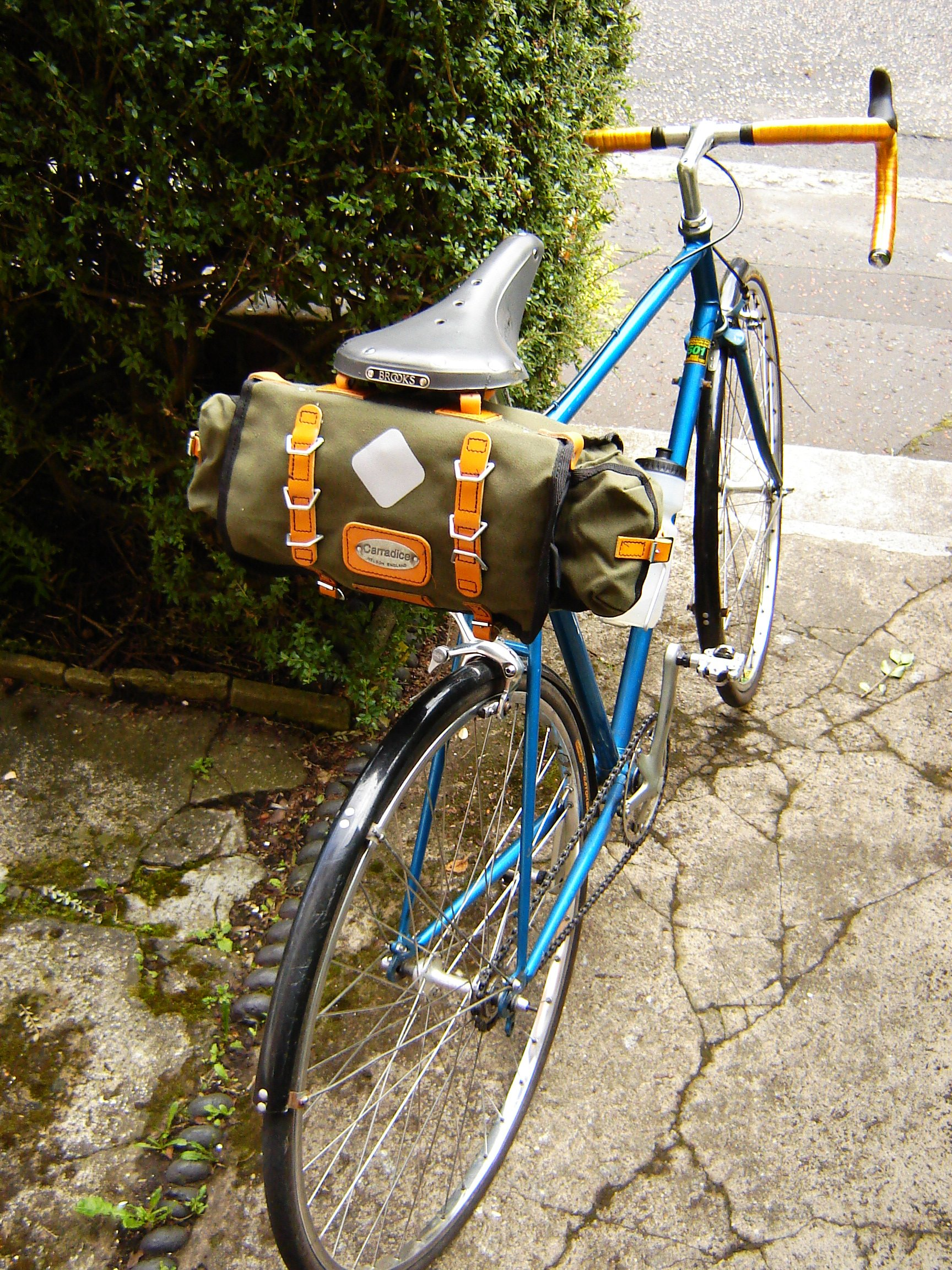
自転車用サドルバッグ
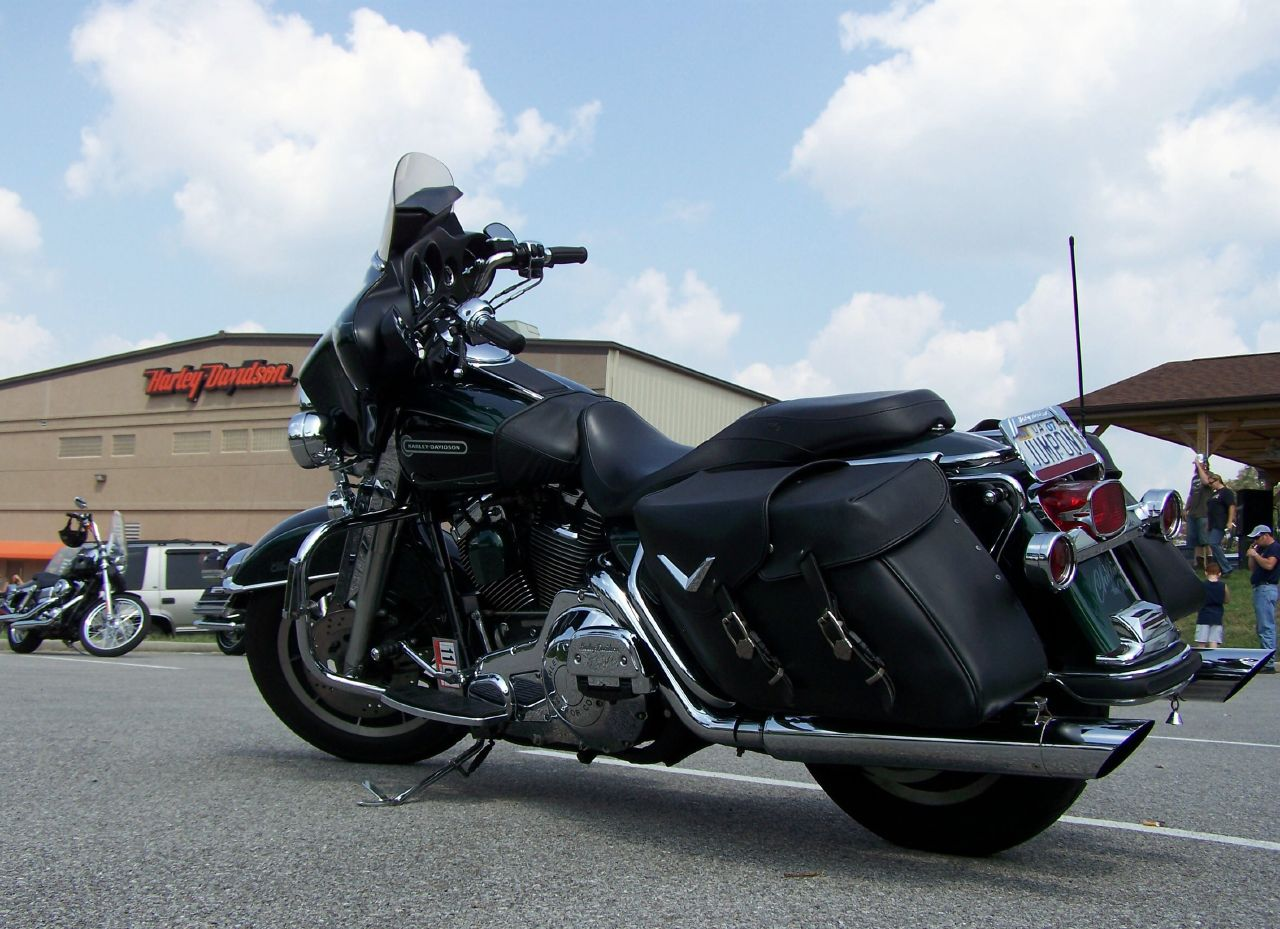
サドルバッグを付けたハーレーダビッドソン製オートバイ